# راجان هول
راجان هول (انگلیسی: Rajan Hoole؛ زادهٔ) به نام مایکل ریچارد راتناراجان هول از مردم تامیل سری‌لانکا، او ریاضی‌دان، و یک فعال حقوق بشر است.
وی همچنین برندهٔ جوایزی همچون جایزه مارتین انالز شده‌است.

## زندگی‌نامه
هول، پسر بزرگ‌ترین فرزند کشیش ریچارد هربرت راتناتورای و جیوامانی سوماساندارام است. او در کالج دخترانه سنت جان و کالج توماس، در کوه لاوینیا تحصیل کرد. وی برای ادامه تحصیل به دانشگاه سیلان رفت. در سال ۱۹۸۲، او موفق به اخذ درجه دکترا (پی‌اچ‌دی)در منطق ریاضیاتی از دانشگاه آکسفورد شد. هول با همکار دانشگاهی‌اش کیپورا (کیروبای) سلوادورای در دانشگاه جافنا، ازدواج کرد. راجان هول برادر راناجیوان هول می‌باشد.

## فعالیت‌ها
هول به عنوان استاد دانشگاه ریاضی در دانشگاه ملی سنگاپور مشغول به کار شد.
هول در میان ۳۰۰ عضو دانشگاهی بود که در سال ۱۹۸۸ تشکل معلمان دانشگاه (جافنا) در حمایت از حقوق بشر را بنیاد نهادند تا بدینوسیله نقض حقوق بشر در جنگ داخلی سری‌لانکا را گزارش کرده و مستند کنند. پس از ترور راجینی تیراناگاما، یکی از بنیانگذاران حقوق بشر معلمان دانشگاه جافنا، در سال ۱۹۸۹، بسیاری از اعضای آن این سازمان را ترک کردند. هول همراه با کوپالاسینگهام سریتاران یکی دیگر از اعضای گروه UTHR (J) جافنا را ترک کرد و به مخفیگاه رفت اما آنها در کنار UTHR (J) به کار خود ادامه دادند و جنایات انجام شده توسط تمام طرفهای جنگ داخلی را مستند کردند.

## آثار
- پالمیرای شکسته: بحران تامیل در سریلانکا - یک حساب داخلی (۱۹۸۸، یوهاروی مود کالج (UHarvey Mudd College) کالیفرنیا) (نویسنده مشترک)
- سریلانکا: خیره‌سری قدرت: افسانه‌ها، فروپاشی و قتل (۲۰۰۱، معلمان دانشگاه حقوق بشر (جفنا))